# Novi Mohač
Novi Mohač (mađ. Újmohács) je naselje u južnoj Mađarskoj.

## Zemljopisni položaj
Nalazi se na 46° 1' sjeverne zemljopisne širine i 18° 43' istočne zemljopisne dužine. Nalazi se istočno od Dunava, 1 km od obale. Sa suprotne, zapadne strane Dunava nalazi se Mohač. Rinja je 2,5 km, a jezerce Rinja je 2 km istočno. Papkert je 1 km sjeverozapadno, Gornja Kanda (Felsőkanda) je 2 km sjeverno, Sáros je 2 km jugoistočno.

## Upravna organizacija
Upravno pripada gradu Mohaču u Mohačkoj mikroregiji u Baranjskoj županiji. Poštanski broj je 7714 (drukčiji broj od grada kojem pripada, Mohača, koji ima broj 7700).

## Kultura
Jednim je od naselja gdje je Živko Mandić bilježio hrvatske nazive naseljenih mjesta u Mađarskoj.

## Stanovništvo
U Novom Mohaču živi 800 stanovnika (2001.). 

## Vanjske poveznice
- (engl.) Novi Mohač na fallingrain.com